# Henry T. Rainey
Henry Thomas Rainey, född 20 augusti 1860 i Carrollton i Illinois, död 19 augusti 1934 i Saint Louis i Missouri, var en amerikansk demokratisk politiker.
Rainey inledde 1885 sin karriär som advokat i Carrollton, Illinois. Han invaldes 1902 i USA:s representanthus. Efter nio mandatperioder i representanthuset 1903–1921 förlorade han sitt mandat. Han kom tillbaka två år senare.
Rainey var majoritetsledare i representanthuset 1931–1933. När talmannen John Nance Garner blev USA:s vicepresident, blev Rainey talman 1933. De första hundra dagarna av New Deal innebar många snabba förändringar i USA:s politik. Rainey stödde som talman Franklin D. Roosevelts reformprogram och det blev få ändringar till New Deal-lagarna i representanthuset. Sommaren 1934 avled talmannen Rainey i hjärtinfarkt.
Rainey är begravd på Carrollton Cemetery i Carrollton i Illinois.